# يوشي ناجاشيما
يوشي ناجاشيما (باليابانية: 永島 悠史) (12 يوليو 1996 في كيوتو في اليابان – )؛ هو لاعب كرة قدم ياباني سابق كان يلعب كلاعب وسط.

## وصلات خارجية
- يوشي ناجاشيما على موقع الاتحاد الدولي (مؤرشف)  (الإنجليزية)
- يوشي ناجاشيما على موقع رابطة كرة القدم اليابانية للمحترفين (اليابانية)
- يوشي ناجاشيما على موقع قاعدة بيانات كرة القدم.إي يو (الإنجليزية)
- يوشي ناجاشيما على موقع Soccerway.com (الإنجليزية)
- يوشي ناجاشيما على موقع عالم كرة القدم.نت (الإنجليزية)